# سوراملیک
سوراملیک (به لاتین: Suramelik، به ارمنی: Սուրմալիկ) یک منطقهٔ مسکونی در جمهوری آذربایجان است که در شهرستان بابک واقع شده‌است.